# Bianca Krijgsman
Bianca Krijgsman (Oudesluis, 3 de outubro de 1968) é uma comediante e atriz neerlandesa vencedora do Emmy.

## Biografia
A atriz Bianca Krijgsman nasceu em 1968 em uma aldeia na província da Holanda do Norte. Aos doze anos, foi para a Academia de Ballet Nel Roos em Amsterdã, em seguida passou dois anos estudando teatro. Eventualmente, veio para a Academia de Artes de Amsterdã, onde conheceu Plien van Bennekom, ambos se formara em 1993, e juntos formam a dupla de comediantes "Plien e Bianca". Como atriz é mais lembrada por seus papeis nas séries Linda, Linda (1995), e 't Schaep Met De 5 Pooten de 2006. Em 2013, protagonizou o telefilme De Nieuwe Wereld, por sua atuação foi premiada com um Emmy Internacional de melhor atriz, tornando-se a segunda holandesa a vencer a estatueta.

## Filmografia
| Ano     | Título                         | Papel                      | Notas                                             |
| ------- | ------------------------------ | -------------------------- | ------------------------------------------------- |
| 1992    | Laat maar Zitten               | Zwarte Piet                | Série de televisão                                |
| 1992    | Goede tijden, slechte tijden   | Carola Vermeer             | Série de televisão                                |
| 1993    | Richting Engeland              | Colega de turma            | Filme                                             |
| 1994    | We zijn weer thuis             | Scholiere                  | Série de TV; Episódio: "Confrontations"           |
| 1995-96 | Linda, Linda                   | Linda Tasman               | Série de televisão                                |
| 1996    | Linda + Harrie                 | Linda                      | Série de televisão                                |
| 1997    | All Stars                      | Recepcionista              | Filme                                             |
| 1998    | Toen was geluk heel gewoon     | Sonja                      | Série de TV; Episódio: "Dansles"                  |
| 1998    | Duidelijke taal!               |                            | Série de TV; Episódio: "Pas op de plaats"         |
| 1998    | Zaai                           | Ingrid                     | Série de televisão                                |
| 1999    | All stars - De serie           | Liftster                   | Série de TV; Episódio: "PVCDW uit, altijd lastig" |
| 2000    | Toscane                        |                            | Série de TV; Episódio: "Zo gebeurd"               |
| 2001    | Minoes                         | Tia fofoqueira             | Filme                                             |
| 2003    | Kopspijkers                    | Marijke Helwegen / Evelien | Série de TV; Episódio: #17.2"                     |
| 2004    | Erik of het klein insectenboek | Joaninha                   | Filme                                             |
| 2005    | Gooische vrouwen               | Secretaria                 | Série de TV; 1ª Temporada, Episódios: #3; #6; #8  |
| 2006    | Koefnoen                       | Vários personagens         | Série de televisão                                |
| 2006-13 | 't Schaep Met De 5 Pooten      | Greet van Duivenbode       | Série de televisão                                |
| 2007    | Alles is liefde                | Vendedora                  | Filme                                             |
| 2008    | Sterke verhalen uit zoutvloed  | Mãe                        | Série de TV; Episódio: "De foto's van Sjoerd"     |
| 2010    | De Troon                       | Mimi                       | Minissérie                                        |
| 2010    | Verborgen gebreken             | Ria van Steen              | Série de TV; Episódio: "Een oplossing"            |
| 2011    | Bennie Stout                   | Baker                      | Filme                                             |
| 2011    | Dolfje Weerwolfje              | Juf Jannie                 | Filme                                             |
| 2013    | De Nieuwe Wereld               | Mirte                      | Emmy Internacional de melhor atriz                |
| 2013    | Het sinterklaasjournaal        | Senhora Vries              | Série de televisão                                |
| 2014    | Bannebroek's Got Talent        | Mãe de Max                 | Telefilme                                         |
| 2014    | Pim & Pom: Het Grote Avontuur  | Sjaantje                   | Filme                                             |
| 2014    | Flikken Maastricht             | Natascha Caluwe            | Série de TV; Episódio: "Belaagd"                  |
| 2014    | Taart                          | Fiene                      | Série de televisão                                |